# Hydroniumpharmakoalumit
Hydroniumpharmakoalumit (IMA-Symbol Hpal) ist ein sehr selten vorkommendes Mineral aus der Mineralklasse der „Phosphate, Arsenate und Vanadate“ mit der chemischen Zusammensetzung (H3O)Al4(AsO4)3(OH)4∙4,5H2O und damit chemisch gesehen ein wasserhaltiges Hydronium-Aluminium-Arsenat mit zusätzlichen Hydroxidionen.
Hydroniumpharmakoalumit kristallisiert im kubischen Kristallsystem und entwickelt kubische (würfelige), miteinander verwachsene Kristalle von bis zu einem Millimeter Kantenlänge. Das Mineral ist im Allgemeinen farblos und durchsichtig, kann aber durch vielfache Lichtbrechung aufgrund von Gitterfehlern oder polykristalliner Ausbildung auch durchscheinend weiß sein. Die Kristalloberflächen zeigen einen glas- bis diamantähnlichen Glanz.

## Etymologie und Geschichte
Entdeckt wurde Hydroniumpharmakoalumit in der Goldmine „Maria Josefa“ nahe dem ehemaligen Bergbaudorf Rodalquilar in der spanischen Region Andalusien. Die Analyse und Erstbeschreibung erfolgte durch Rupert Hochleitner, Karl Thomas Fehr, Melanie Kaliwoda, Amanda Günther, Christian Rewitzer, Wolfgang W. Schmahl und Sohyun Park, die das Mineral nach seiner chemischen Verwandtschaft zum 1981 erstbeschriebenen Pharmakoalumit und dem davon abweichenden dominanten Kation Oxonium (veraltet auch Hydronium).
Das Mineralogenteam sandte seine Untersuchungsergebnisse und den gewählten Namen 2012 zur Prüfung an die International Mineralogical Association (interne Eingangs-Nr. der IMA: 2012-050), die den Hydroniumpharmakoalumit als eigenständige Mineralart anerkannte. Die Publikation der Erstbeschreibung erfolgte 2015 im Fachmagazin Neues Jahrbuch für Mineralogie – Abhandlungen.
Das Typmaterial des Minerals wird in der Mineralogischen Staatssammlung München im Museum Mineralogia München (ehemals Museum „Reich der Kristalle“) unter der Katalog-Nummer MSM 33887 aufbewahrt.

## Klassifikation
Da der Hydroniumpharmakoalumit erst 2021 als eigenständiges Mineral anerkannt wurde, ist er weder in der seit 1977 veralteten 8. Auflage noch in der zuletzt 2009 aktualisierte 9. Auflage der Strunz’schen Mineralsystematik verzeichnet. Auch die vorwiegend im englischen Sprachraum gebräuchliche Systematik der Minerale nach Dana kennt den Hydroniumpharmakoalumit noch nicht.
Einzig im zuletzt 2018 überarbeiteten und aktualisierten Lapis-Mineralienverzeichnis nach Stefan Weiß, das sich aus Rücksicht auf private Sammler und institutionelle Sammlungen allerdings noch nach der alten Form der Systematik von Karl Hugo Strunz in der 8. Auflage richtet, erhielt das Mineral die System- und Mineral-Nr. VII/D.47-055. In der „Lapis-Systematik“ entspricht dies der Klasse der „Phosphate, Arsenate und Vanadate“ und dort der Abteilung „Wasserhaltige Phosphate, mit fremden Anionen“, wo Hydroniumpharmakoalumit zusammen mit Bariopharmakoalumit, Bariopharmakosiderit, Cäsiumpharmakosiderit, Hydroniumpharmakosiderit, Natropharmakoalumit, Natropharmakosiderit, Pharmakoalumit, Pharmakosiderit, Plumbopharmakosiderit, Strontiopharmakosiderit, Thalliumpharmakosiderit die unbenannte Gruppe VII/D.47 bildet.
Die von der Mineraldatenbank „Mindat.org“ auf der Basis der Strunz-Systematik in der 9. Auflage weitergeführte Klassifikation ordnet den Hydroniumpharmakoalumit ebenfalls in die Klasse der „Phosphate, Arsenate und Vanadate“ und dort in die Abteilung „Phosphate usw. mit zusätzlichen Anionen; mit H2O“ (englisch Phosphates, etc. with additional anions, with H2O). Diese ist weiter unterteilt nach der relativen Größe der beteiligten Kationen und dem Stoffmengenverhältnis der weiteren Anionen (OH usw.) zum Phosphat-, Arsenat- bzw. Vanadatkomplex (RO4), so dass das Mineral entsprechend seiner Zusammensetzung in der Unterabteilung „Mit großen und mittelgroßen Kationen; (OH usw.) : RO4 > 1 : 1 und < 2 : 1“ (englisch With large and medium-sized cations, (OH, etc.) : RO4 > 1 : 1 and < 2 : 1) zu finden ist. Hier bildet es zusammen mit Bariopharmakoalumit, Natropharmakoalumit und Pharmakoalumit eine neu definierte, aber unbenannte Gruppe mit der System-Nr. 8.DK.12 (vergleiche dazu Unterabteilung 8.DK der Klassifikation nach Strunz).

## Chemismus
In der idealen Zusammensetzung von Hydroniumpharmakoalumit mit (H3O)Al4(AsO4)3(OH)4∙4,5H2O besteht das Mineral im Verhältnis auf der Kationenseite aus einem Oxonium- (H3O) und vier Aluminium (Al)-Ionen und auf der Anionenseite aus drei Arsenat- (AsO4) und vier Hydroxidionen (OH). Zudem enthält die Verbindung im Durchschnitt 4,5 Anteile Kristallwasser. Dies entspricht einem Massenanteil (Gewichtsprozent) von 49,65 Gew.-% O, 32,44 Gew.-% As, 15,58 Gew.-% Al und 2,33 Gew.-% H.
Die Elektronenmikrosondenanalysen am Typmaterial von Hydroniumpharmakoalumit ergaben in der Oxidform eine Zusammensetzung von durchschnittlich 30,50 Gew.-% Al2O3 und 52,01 Gew.-% As2O5 sowie Fremdbeimengungen von 0,43 Gew.-% Na2O, 0,10 Gew.-% K2O und 0,36 Gew.-% Fe2O3. Der Kristallwassergehalt wurde mit 16,60 Gew.-% berechnet.
Basierend auf drei Atomen As pro Formeleinheit (apfu) und einem Anteil von H3O + Na + K = 1,00 errechnete sich die empirische Formel zu [(H3O)0,90Na0,09K0,01]Σ1,00(Al3,97Fe0,03)Σ4,00(AsO4)3(OH)4·2,75H2O, die zur eingangs erwähnten Formel idealisiert wurde.

## Kristallstruktur
Hydroniumpharmakoalumit kristallisiert in der kubischen Raumgruppe P43m (Raumgruppen-Nr. 215) mit dem Gitterparameter a = 7,7269(2) Å sowie einer Formeleinheit pro Elementarzelle.

## Bildung und Fundorte
Das Mineral bildet sich sekundär als Umwandlungsprodukt durch Oxidation arsenhaltiger Erzminerale in alunitisierten goldhaltigen Vulkangestein.
An seiner Typlokalität und bisher einzigem dokumentierten Fundort (Stand 2023) traten neben Alunit und Gold als weitere Begleitminerale noch Arseniosiderit, Chlorargyrit, Goethit, Hydroniumpharmakosiderit, Jarosit, Lavendulan, Miersit, Natropharmakoalumit, Natropharmakosiderit, Pharmakoalumit, Pharmakosiderit, Skorodit und Yukonit auf.